# St. Konrad (Bad Neustadt an der Saale)

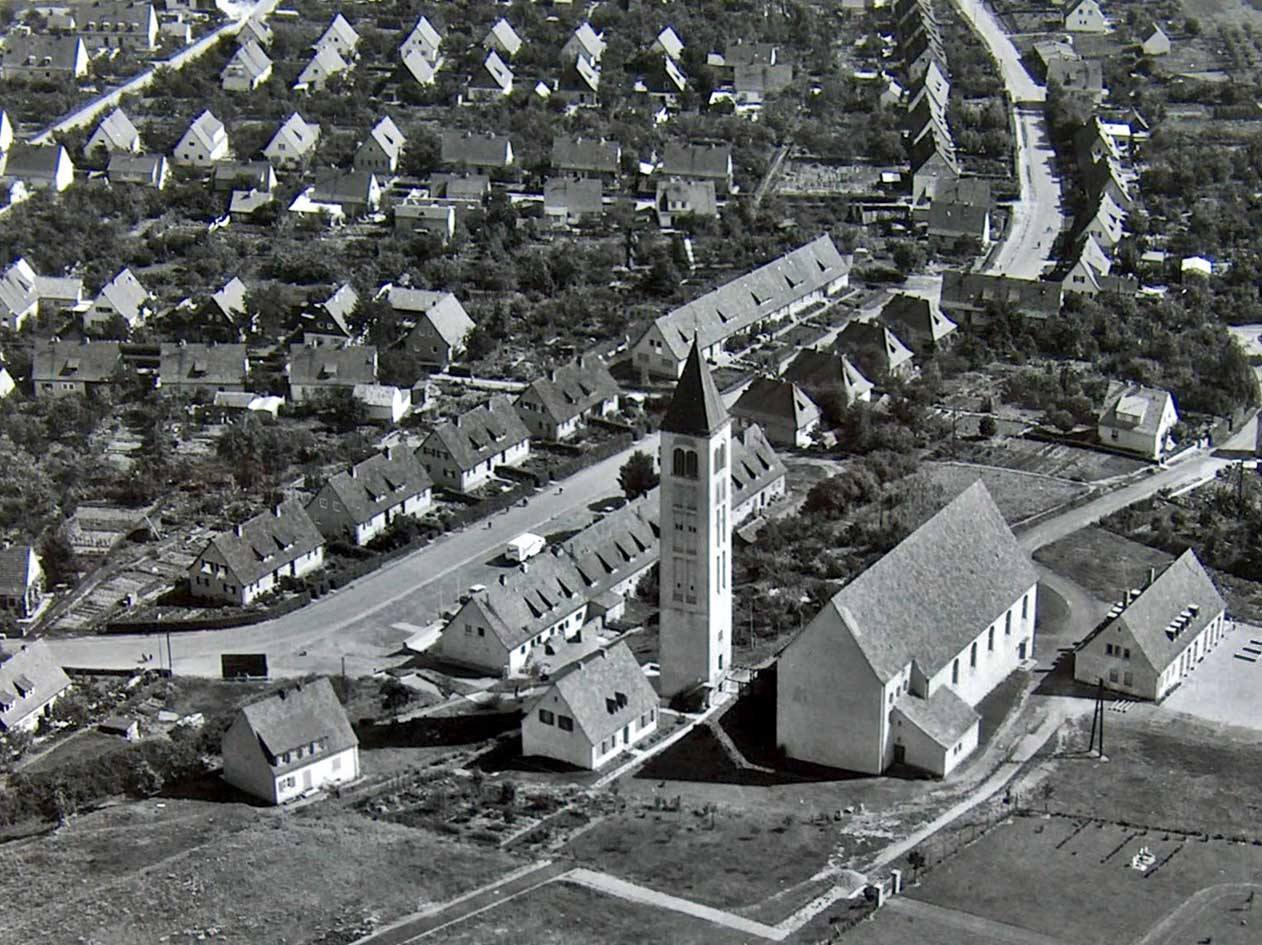
Die Kirche St. Konrad in der Gartenstadt 1960

St. Konrad ist eine römisch-katholische Pfarrkirche in Bad Neustadt an der Saale im Bistum Würzburg. Sie ist die zentrale Kirche im Stadtteil Gartenstadt.

## Geschichte
Das Stadtgebiet Gartenstadt entstand ab 1938 durch den erhöhten Wohnraumbedarf für die neuen Industriebetriebe der Stadt. Ab 1952 reifte der Entschluss, eine Kirche für die Gartenstadt zu errichten. Bis zu diesem Zeitpunkt existierte nur eine Behelfskapelle in einer Baracke der Notunterkünfte für Flüchtlinge.
Der erste Pfarrer war der beliebte Leonhard Schilling. Die Kirchweihe erfolgte am 1./2. Mai 1954 durch den Würzburger Bischof Julius Döpfner. 
Die fünf Glocken wurden im November 1956 eingesetzt. Sie wurden von Friedrich Wilhelm Schilling in Heidelberg gegossen und erklingen in Dur.
| Nr. | Schlagton | Gewicht |
| --- | --------- | ------- |
| 1   | e′        | 1258 kg |
| 2   | fis′      | 856 kg  |
| 3   | gis′      | 619 kg  |
| 4   | h′        | 446 kg  |
| 5   | cis″      | 301 kg  |

Die Ausmalung erfolgte durch den Kunstmaler Karl Manninger. 
Die beiden Figuren aus Bronze Maria mit Kind sowie St. Konrad, Höhe ca. 170 cm, stammen neben dem Muschelkalksteinrelief St. Konrad und dem Schleierwerk für die Klais-Orgel vom Gartenstädter Bildhauer Lothar Bühner (1932–2012).
1985 folgte auf Pfarrer Schilling der aus Hambach bei Schweinfurt stammende Albin Lieblein.
Die Orgel wurde im Jahr 1995 in Betrieb genommen und ist ein Werk der Firma Johannes Klais Orgelbau aus Bonn.

## Einrichtungen der Gemeinde
- Kindergarten St. Konrad
- St. Konrad Haus
- Schwesternstation